# كليفتون دانيال
كليفتون دانيال (بالإنجليزية: Clifton Daniel)‏ هو محرر أمريكي، ولد في 19 سبتمبر 1912 في زبولون في الولايات المتحدة، وتوفي في 21 فبراير 2000 في مانهاتن في الولايات المتحدة بسبب سكتة.

## وصلات خارجية
- كليفتون دانيال على موقع مونزينجر (الألمانية)